# Минеаполис
Минеаполис (енгл. Minneapolis, IPA: ) највећи је град америчке државе Минесота и главни град 16. највеће метрополе у Сједињеним Државама. По процени из 2019. године град има 429.606 становника, што га чини 46. највећим градом у Сједињеним Државама. Заједно са градом Сент Пол чини метрополу „Градови близанци”. Градови-близанци и околна предграђа садрже око 3,63 милиона људи, што га чини трећим највећим економским и популацијским центром на Средњем западу. Град је такође седиште округа Хенепин.
Минеаполис лежи на Средњем западу САД на реци Мисисипи, северно од ушћа реке Минесоте. Град је богат водом са 13 језера, мочварним подручјима, потоцима и водопадима. Овај град некада је био главни за млевење брашна у свету. Град и околна регија су главни пословни центар у региону. Заједно са Сент Полом представља пето највеће средиште главних корпоративних седишта у Сједињеним Државама.
Једна од највећих ЛГБТ популација у Сједињеним Државама настањује Минеаполис. Познат је по уметности, укључујући и музику, а важи за град „ноћног живота” и клубова, где се углавном пушта фолк, фанк и алтернативни рок, а из њега су родом неки од најутицајнијих музичара 20. века као што су Боб Дилан и Принс. Град је такође познат по хип хоп и реп сцени. Проглашен је најбољим бициклистичким градом у Сједињеним Државама.
Име града је комбинација речи из два језика, речи Дакота Индијанаца за воду („мине”) и грчке речи за град („полис”).
У Минеаполису влада континентална клима; зиме су веома хладне и суве, а лета врућа и понекад влажна. Највиша забележена температура је 42,2 °C, јула 1936. године, а најнижа је била -40,6 °C у јануару 1988. године.

## Историјат
Град на језику Дакота пише се „Bdeóta Othúŋwe”, а означава много језера. Након оснивања града предложена су имена попут Ловел, Адасвил и Албион, при чему је потоње име предложио округ Хенепин. Данијел Пејн и Џорџ Боумен допринели су замени имена Албион, док је у листу „Сент Пол пајонир” шаљиво предложено име Свети Павле и Антун, али је на крају ипак изабрано Минеаполис. Данашње име приписује се Чарлсу Хоугу, првом школском учитељу у граду који је предложио име Минеаполис, које потиче од речи Дакота Индијанаца за воду („мине”) и грчке речи за град („полис”).
Народ Дакота једини је настањивао регион, када су у њега стигли француски истраживачи 1680. године. Постепено је стизало све више европских-америчких досељеника који су се такмичили за дивљач и друге ресурсе са Индијанцима. Париским миром из 1783. године, након Америчке револуције, британска земља источно од реке Мисисипи постала је део Сједињених Држава. Почетком 19. века Сједињене Државе су купиле земљиште западно од реке од, Француске, данашњу Луизијану. Тврђаву Снелинг је 1819. године саградила америчка војска на јужном делу данашњег Минеаполиса, која се такође граничи са Сент Полом, као најистуренијом предстражом америчке војске, да би трговину са Индијанцима усмерио даље од Француске и Велике Британије, према Сједињеним Државама и како би спречила рат између народа Дакота и Оџибва. Тврђава је привлачила досељенике и трговце, подстичући економски раст. Америчка влада притиснула је народ Дакоту да прода њихову земљу која је уступљена низом уговора. Сједињене Државе су се вратиле споразумима током Америчког грађанског рата, што је резултирало глађу, ратом, интернацијом и прогонством народа Дакота из Минесоте.
Надмудривши заповедника тврђаве, Френклин Стил положио је право на земљу на источној обали око Сент Антони водопада, а Стивенс је саградио кућу на западној обали. Територијално законодавство Минесоте одобрило је Минеаполис као град 1856. године на западној обали Мисисипија. Минеаполис је као град признат 1867. године, а касније се ујединио са градом на источној обали Свети Антун 1872. Минеаполис се развио око водопада Сент Антони, највишег водопада на реци Мисисипи и извора енергије за његову рану индустрију. Шуме у северној Минесоти биле су вредан ресурс за дрвну индустрију, којом је управљало седамнаест пилана на струју из хидроелектране на водопаду. До 1871. на западној обали реке налазила су се двадесет и три предузећа, укључујући обичне млинове, млинове за брашно, железаре, продавницу машина за железнице, млинове за памук, папир и предузећа која су изграђивала везове. Фармери Велике равнице узгајали су жито које је испоручивано железницом у 34 градска млина. Млинари су користили струју из хидроелектрана, а резултати у Минеаполису између 1880. и 1930. били су изванредни, да је град описан као „највећи водени центар са директним погоном који је свет икада видео“.
Један од најпознатији млинара, Милс Кодловер је претворио свој посао из млинских рудника у истински револуционарну технологију, укључујући "постепено смањивање" прераде челичних и порцеланских ваљака способних да производе врхунско чисто бело брашно врло брзо. Неке идеје је развио Вилијам Дикон Греј, а неке је донео Вилијам де ла Бер шпијунажом у Мађарској. Тврда црвена пролећна пшеница која расте у Минесоти постала је драгоцена и у то време препозната је као најбоља на свету.
Тек касније, потрошачи су открили вредност у мекињама (које садрже пшеничне витамине, минерале и влакна), које су „... млинари Минеаполиса рутински бацали” у Мисисипи. Након 1883. године, млинари из Минеаполиса практично су започели нову индустрију када су почели да продају нуспроизводе мекиња као храну за животиње. Милс Кодловер је његовао односе са академским научницима, посебно на Универзитету у Минесоти. Ти научници подржали су млинаре у многим питањима, у 20. веку, када су заговорници здравља у матичном пољу исхране критиковали процес „избељивања брашна”.
Покрет Кју-клукс-клан био је присутан и у Минеаполису, али само у периоду од 1921. до 1923. године. Након што је Минесота 1925. године усвојила закон о еугеници, власници болнице Етилер стерилизирали су око хиљаду људи. Од краја Првог светског рата, Минеаполис је био место антисемитизма. Група позната као Сребрна легија Америке регрутовала је чланове у граду и у њему одржавала састанке од око 1936. до 1938. године. Одговарајући на бахатост против јеврејских лекара, болница Маунт Синај отворил аје 1948. болицу у заједници која је као особље прихватала све припаднике других раса и религија. Када је богатство нестало током Велике кризе, уследио је штрајк 1934. године како би радници добили законска права. Активиста и заговорник грађанских права Хјуберт Хамфи помогао је граду да успостави праксе запошљавања и савет за људска права који је заговарао у име мањина до 1946. године. У педесетим годинама 20. века око 1,6% становника Минеаполис нису били беле расе. Град је учествовао у десегрегацији и покрету за грађанска права, а 1968. године је био родно место америчког индијанског покрета.
Током педесетих и шездесетих година као део обнове град, срушено је око 200 зграда у 25 градских блокова (отприлике 40% зграда у центру града), уништавајући тако округ Гејтвеј и многе зграде са запаженом архитектуром, укључујући зграду Метрополитан. Напори на спашавању зграде нису успели, али се приписују великом интересу за историјско очување у држави. Током 2020. године у граду су избили бројни протести и нереди због убиства Џорџа Флојда од стране полицијског службеника, 25. маја 2020. године.

## Географија
Историја и економски раст Минеаполиса везани су за воду која је окружује. Ледени блокови депоновани у долинама повлачењем глечера створили су језера. Ледени блокови депоновани у долинама повлачењем глечера створили су језера Минеаполиса. Нахрањен ледом који се повлачи и језером Агасиз, бујичне воде из реке пресекле су корито реке Мисисипи и створиле једини водопад реке, Сент Антони важан за ране досељенике Минеаполиса.
Лежећи на артеском бунару, Минеаполис има укупну површину од (151,3 км², а од тога 6% је вода. Водоснабдевањем управљају четири сливна округа која одговарају Мисисипију и три градска потока. Дванаест језера, три језерца и пет неименованих мочвара налази се у Минеаполису.
У непосредној близини водопада Сент Антони налазило се острво Спирит. Инжењерски корпус Сједињених Држава уклонио је острво из реке 1960. године. Најнижа надморска висина града је 209 м близу места где се Минехаха сусреће са реком Мисисипи. Место воденог торња Проспект Парка често се наводи као највиша тачка града, а плакат у парку Деминг Хејтс означава највећу надморску висину. Ипак, место на 297 м удаљености у близини Вајт парка у североисточном Минеаполису, потврђује Google Earth као највиши терен.

### Клима
Минеаполис има влажну континенталну климу (Dfa према Кепеновој класификацији климата), врућег лета типичну за јужне делове горњег средњег запада. Град карактерише веома хладна, снежна зима и влажна, топла до врућа лета. Као што је типично за континенталну климу, разлика између просечних температура у најхладнијем зимском месецу и најтоплијем летњем месецу је велика. Годишњи просек трајања сунчеве светлости Минеаполиса је 58%. Град доживљава читав низ падавина и повезане временске догађаје, укључујући снег, сусњежицу, лед, кишу, олује са грмљавином и магле. Највиша забележена температура била је 42 °C, измерена у јулу 1936. године, а најнижа је била током зиме 1983/1984. године, када је пало 250 cm снега.
| Клима Минеаполис                                     | Клима Минеаполис | Клима Минеаполис | Клима Минеаполис | Клима Минеаполис | Клима Минеаполис | Клима Минеаполис | Клима Минеаполис | Клима Минеаполис | Клима Минеаполис | Клима Минеаполис | Клима Минеаполис | Клима Минеаполис | Клима Минеаполис |
| Показатељ \ Месец                                    | .Јан.            | .Феб.            | .Мар.            | .Апр.            | .Мај.            | .Јун.            | .Јул.            | .Авг.            | .Сеп.            | .Окт.            | .Нов.            | .Дец.            | .Год.            |
| ---------------------------------------------------- | ---------------- | ---------------- | ---------------- | ---------------- | ---------------- | ---------------- | ---------------- | ---------------- | ---------------- | ---------------- | ---------------- | ---------------- | ---------------- |
| Апсолутни максимум, °C (°F)                          | 14 (58)          | 18 (64)          | 28 (83)          | 35 (95)          | 41 (106)         | 40 (104)         | 42 (108)         | 39 (103)         | 40 (104)         | 32 (90)          | 25 (77)          | 20 (68)          | 42 (108)         |
| Средњи максимум, °C (°F)                             | 6,2 (43,1)       | 8,5 (47,3)       | 18,8 (65,9)      | 26,7 (80,1)      | 31,1 (87,9)      | 34,1 (93,3)      | 34,9 (94,8)      | 33,6 (92,4)      | 31,1 (87,9)      | 26,2 (79,1)      | 16,4 (61,6)      | 7,5 (45,5)       | 35,9 (96,6)      |
| Максимум, °C (°F)                                    | −4,6 (23,7)      | −1,7 (28,9)      | 5,2 (41,3)       | 14,3 (57,8)      | 20,8 (69,4)      | 26 (78,8)        | 28,6 (83,4)      | 26,9 (80,5)      | 22,1 (71,7)      | 14,4 (58,0)      | 5,1 (41,2)       | −2,7 (27,1)      | 12,9 (55,2)      |
| Просек, °C (°F)                                      | −9,1 (15,6)      | −6,2 (20,9)      | 0,4 (32,8)       | 8,6 (47,5)       | 15,1 (59,2)      | 20,4 (68,8)      | 23,2 (73,8)      | 21,8 (71,2)      | 16,7 (62,1)      | 9,4 (48,9)       | 0,9 (33,7)       | −6,8 (19,7)      | 7,9 (46,2)       |
| Минимум, °C (°F)                                     | −13,6 (7,5)      | −10,7 (12,8)     | −4,3 (24,3)      | 2,9 (37,2)       | 9,4 (48,9)       | 14,9 (58,8)      | 17,8 (64,1)      | 16,6 (61,8)      | 11,3 (52,4)      | 4,3 (39,7)       | −3,2 (26,2)      | −10,9 (12,3)     | 2,9 (37,2)       |
| Средњи минимум, °C (°F)                              | −26,1 (−15,0)    | −23 (−9,4)       | −15,8 (3,6)      | −5,8 (21,6)      | 1,6 (34,9)       | 7,2 (45,0)       | 11,8 (53,2)      | 10,4 (50,7)      | 2,4 (36,4)       | −3,7 (25,3)      | −13,6 (7,6)      | −23,3 (−10,0)    | −28,3 (−18,9)    |
| Апсолутни минимум, °C (°F)                           | −41 (−41)        | −36 (−33)        | −36 (−32)        | −17 (2)          | −8 (18)          | 1 (34)           | 6 (43)           | 4 (39)           | −3 (26)          | −12 (10)         | −32 (−25)        | −39 (−39)        | −41 (−41)        |
| Количина падавинаmm (in)                             | 22,9 (0,90)      | 19,6 (0,77)      | 48 (1,89)        | 67,6 (2,66)      | 85,3 (3,36)      | 108 (4,25)       | 102,6 (4,04)     | 109,2 (4,30)     | 78,2 (3,08)      | 61,7 (2,43)      | 45 (1,77)        | 29,5 (1,16)      | 777,6 (30,61)    |
| Количина снега, cm (in)                              | 31 (12,2)        | 19,6 (7,7)       | 26,2 (10,3)      | 6,1 (2,4)        | —                | 0 (0)            | 0 (0)            | 0 (0)            | —                | 1,5 (0,6)        | 23,6 (9,3)       | 30,2 (11,9)      | 138,2 (54,4)     |
| Дани са падавинама (≥ 0.01 in)                       | 8,9              | 7,4              | 9,3              | 10,7             | 11,5             | 11,3             | 10,2             | 9,7              | 9,8              | 9,2              | 8,7              | 9,8              | 116,5            |
| Дани са снегом (≥ 0.1 in)                            | 8,4              | 6,8              | 5,4              | 2,0              | 0,1              | 0                | 0                | 0                | 0                | 0,6              | 5,2              | 9,3              | 37,8             |
| Релативна влажност, %                                | 69,9             | 69,5             | 67,4             | 60,3             | 60,4             | 63,8             | 64,8             | 67,9             | 70,7             | 68,3             | 72,6             | 74,1             | 67,5             |
| Сунчани сати — месечни просек                        | 156,7            | 178,3            | 217,5            | 242,1            | 295,2            | 321,9            | 350,5            | 307,2            | 233,2            | 181,0            | 112,8            | 114,3            | 2.710,7          |
| Сунчано време — месечни проценти                     | 55               | 61               | 59               | 60               | 64               | 69               | 74               | 71               | 62               | 53               | 39               | 42               | 59               |
| UV индекс                                            | 1                | 2                | 3                | 5                | 7                | 8                | 8                | 7                | 5                | 3                | 2                | 1                | 4,3              |
| Извор #1: NOAA (relative humidity and sun 1961−1990) |                  |                  |                  |                  |                  |                  |                  |                  |                  |                  |                  |                  |                  |
| Извор #2: The Weather Channel, Weather Atlas         |                  |                  |                  |                  |                  |                  |                  |                  |                  |                  |                  |                  |                  |

## Демографија
По попису из 2010. године број становника је 382.578, што је 40 (0,0%) становника мање него 2000. године.
| Група             | 2000.            | 2010.            |
| Белци             | 239.080 (62,5 %) | 230.650 (60,3 %) |
| Афроамериканци    | 68.818 (18,0 %)  | 71.098 (18,6 %)  |
| Азијати           | 23.455 (6,1 %)   | 21.553 (5,6 %)   |
| Хиспаноамериканци | 29.175 (7,6 %)   | 40.073 (10,5 %)  |
| Укупно            | 382.618          | 382.578          |

Евроамериканци чине око петине становништва Минеаполиса. Ова заједница је претежно немачког и скандинавског порекла. У граду живи 82.870 Немаца, што чини преко петине (23,1%) становништва. Скандинавско-америчко становништво су пре свега Норвежани и Швеђани.
 У граду је пописано 39.103 Норвежана, што чини 10,9% становништва; има 30.349 шведских Американаца, што чини 8,5% становништва града.
Дански Американци нису ни приближно бројни јер их има 4.434, а чине само 1,3% становништва. Норвешки, Шведски и Дански Американци заједно чине 20,7% становништва. То значи да етнички Немци и Скандинавци заједно чине 43,8% становништва Минеаполиса и чине већину бело-хиспанског становништва Минеаполиса. Остале значајне европске групе у граду укључују Ирце (11,3%), Енглезе (7,0%), Пољаке(3,9%), Французе (3,5%) и Италијане (2,3%). Афроамериканци чине 18,6% становништва у граду, при чему велики део долази из градова као што су Чикаго, Гери и Индијана, у последње три деценије.
Постоји 10.711 појединаца који се у Минеаполису идентификују као мултирасни: Људи црних и белих предака има 3.551, а чине 1,0% становништва. Особе које потичу од белаца и америчких староседелаца имај 2.319, а чине 0,6% становништва. Оних са белим и азијским пореклом има 1.871, и чине 0,5% становништва. Црне расе и староседелаца има 885 и они чине 0,2% становништва града.
Већ у 16. веку народ Дакота, углавном Мдевакантон били су познати као досељеници у близини места Сент Антони.
Нови досељеници стигли су током педесетих и шездесетих година 19. века у Минеаполис из Нове Енглеске, Њујорка, Бохемије (данас Чешка) и Канаде, а средином шездесетих година 19. века у град су стигли досељеници из Финске, Шведске, Норвешке и Данске. У овом периоду у град су стигли и мигранти из Мексика и Латинске Америке. Остали имигранти дошли су из Немачке, Пољске, Италија и Грчке. Многи мигранти из средње Европе населили су се у североисточном кварту града, који до данас остаје разнолик и познат је по својој чешкој и пољској културној баштини. Јевреји из централне и источне Европе и Русије почели су да долазе у Минеаполис током осамдесетих година 19. века и насељавали су се пре свега на северној страни града пре него што су се у већем броју преселили у западна предграђа педесетих и шездесетих година 20. века. Азијати који су дошли из Кине, Филипина, Јапана и Кореје. Од 1970. године Азијати су стизали у град из Вијетнама, Лаоса, Камбоџе и Тајланда. Почевши од деведесетих година 20. века стигло је велико латино становништво, заједно са имигрантима са Сомалијског полуострва. Као и други велики градови, метрополитанско подручје је била имигрантска капија која је у периоду од 1990. до 2000. године имала пораст броја становника од 127%.
Амерички биро за попис становништва процењује да је број становника у Минеаполису био 422.331 до 2017. године, што је 10,4% више од бројке на попису становништва. Становништво је расло до 1950. године, када је у граду живело 521.718 људи, од тада све до 1990. године када су се људи преселили у предграђа, број људи у граду се смањио. Међу америчким градовима до 2006. године, Минеаполис има четврти највећи проценат хомосексуалаца, лезбејки или бисексуалаца у одраслој популацији, са 12,5% (иза Сан Франциска, Сијетла и Атланте). У 2013. години Минеаполис је био међу 25 градова у САД који су добили највиши могући резултат од кампање за људска права, што указује на његову подршку за ЛГБТ становнике.
Расне и етничке мањине у граду заостају за белом расом у образовању, 15,0% црнаца и 13,0% латиноамериканаца су дипломирали у поређењу за 42,0% белог становништва. Животни стандард је у порасту, а приходи међу највишим су на Средњем западу, али средњи приход домаћинстава међу мањинама је испод нивоа. Регионално гледано, власништво кућа међу мањинским становницима је упола мање него код белаца, мада се азијско власништво над кућама удвостручило. Године 2000. стопа сиромаштва међу белцима била је 4,2%; црнци 26,2%; азијати 19,1%; Индијанци, 23,2%; и латиноамериканци, 18,1%.
У децембру 2018. године Градско веће Минеаполиса изгласало је укидање једног породичног зонирања широм града. У то време је 70% стамбеног земљишта било предвиђено за самосталне породичне куће. Њујорк Тајмс објашњава да Сједињене Државе, као целина, трпе акутни недостатак приступачних места за живот, посебно у урбаним срединама у којима су концентрисане економске могућности, што доводи до пораста стопе бескућништва и цене станова. Студије су откриле да породичне четврти заоштравају проблем растућих трошкова становања ограничавајући испоруку расположивих јединица.
Многи блокови Минеаполиса данас датирају још од двадесетих година 20. века са дуплексима или малим стамбеним зградама поред породичних кућа. Годинама су се те старије зграде сматрале „нескладним“. Према новом плану Минеаполиса, та разлика неће постојати, јер ће куће, дуплекси и станови постати пожељна норма. Стога, већина побољшања ових идеја није нова, већ ретроактивно поништава типичне појмове и политике постављене у прошлости. Магазин Слејт објаснио је да је зонирање породице за једну породицу замишљено као легалан начин да се мањине не преселе у одређене четврти. Политико магазин објашњава да су четврти за једну породицу, које су годинама биле уобичајене у планирању градова и приградских насеља, саставни су део америчког сна: улице обложене самосталним кућама, зелени травњаци и обиље простора. Нови план Минеаполиса променио би урбани пејзаж града. Минеаполис је углавном градио више стамбене зграде, док су куће нестајале. Повећавање густине становања, које се може мерити као број стамбених јединица по јутру стамбене површине, не укључујући улице, отворени простор или други нестамбени простор, може бити начин да градови постану одрживији за животну средину.

### Религија
Људи из народа Дакоте, првобитни становници области данашњег Минеаполиса, веровали су у Великог духа и били су изненађени што нису сви европски досељеници били религиозни. Више од 50 деноминација и религија има етаблирано присуство у Минеаполису: Према истраживању истраживачког центра Пев из 2014. године, 70% становништва града се идентификовало као хришћани, а 46% је присуствовало различитим црквама које би могле бити сматрали протестантима (од којих је већина лутеранска због немачког и скандинавског наслеђа града), а 21% је исповедало римокатоличка веровања. Иста студија каже да остале религије (укључујући јудаизам, будизам, ислам и хиндуизам) заједно чине око 5% становништва, а 23% их немају верску припадност.
Они који су стигли из Нове Енглеске били су највећим делом хришћански протестанти, квекери и универзалисти. Најстарија црква која се непрекидно користи, Католичка црква Госпе од Лоуреса саграђена је 1856. године. Прва јеврејска заједница у Минеаполису формирана је 1878. године као Шарај Тов, а 1928. године изграђена је синагога у граду. Православна црква Свете Марије основана је 1887. године и то је било седиште Руске православне цркве у Сједињеним Државама. Едвин Хавли Хевит дизајнирао је епископску катедралу Светог Марка и јединствену методистичку цркву јужно од центра града. Прву базилику у Сједињеним Државама и катедралу римокатоличке надбискупије светог Павла и Свете Марије именовао је Папа Пије XI 1926. године.
Евангелистичка асоцијација Билија Грахама, часопис и филмска и телевизијска дистрибуција World Wide Pictures са седиштем у Минеаполису били су од краја четрдесетих до двехиљадитих година. Џим Бејкер и Тами Фај упознали су се док су похађали Северни централни универзитет и започели телевизијску индустрију која је до 1980-их доспела у 13,5 милиона домаћинстава. Данас је лутеранска црква Маунт Оливет у југозападном Минеаполису друга највећа лутеранска заједница у земљи, са око 6.000 припадника. Лутеранска Христова црква у граду сматра се грађевином од националног значаја. Током педесетих година 20. века Нација ислама је изградила свој први храм у северном Минеаполису, и муслимани су изградили своју богомољу 1967. године. До 2004. године између 20.000 и 30.000 сомалијских муслимана доселило се у Минеаполис. Хиндуси се моле у неколико храмова у граду.

## Економија
Сент Пол у Минеаполису треће је највеће економско средиште на Средњем западу иза Чикага и Детроита. Економија Минеаполиса данас је заснована на трговини, финансијама, железничким и транспортним услугама, здравству и индустрији. Град у нешто мањој мери профитира у преради хране, издаваштву, графичкој уметности, осигурању и образовању. Индустрија производи металне и аутомобилске производе, хемијске и пољопривредне производе, електронику, рачунаре, прецизне медицинске инструменте и уређаје, пластику и машине. У граду је током 19. века постојала производња опреме за фарме. Метрополитанско подручје Твин Ситис има пету највишу концентрацију главних корпоративних седишта у држави, са пет корпорација Фортуне 500 са седиштем у градским границама Минеаполиса. Часопис Економист је Минеаполис рангирао као трећи најскупљи град у Северној Америци и на 26. месту у свету.
Градови-близанци доприносе 63,8% бруто државног производа Минесоте. Измерен бруто метрополитанским производом по становнику чини Минеаполис петнаестим најбогатијим градом у Сједињеним Државама. Повратком из рецесије земље 2000. године, лични доходак је у 2005. порастао за 3,8%, иако је заостајао за националним просеком од 5%. Град се вратио на врхунцу запослености током четвртог тромјесечја те године. Банка савезних резерви Минеаполиса опслужује Минесоту, Монтану, Северну и Јужну Дакоту и делове Висконсина и Мичигена. Најмања од 12 регионалних банака у систему федералних резерви, она управља системом плаћања на нивоу државе, надгледа банке чланице и банкарске компаније. Берза житарица Минеаполис основана је 1881. године, а и даље постоји.

## Култура
Културне организације Минеаполиса привлаче креативне људе и публику у град за позориште, визуелну уметност, писање и музику. Разнолико становништво заједнице и даље управља дугом традицијом добротворне подршке кроз прогресивне јавне социјалне програме, волонтирање, као и кроз приватну и корпоративну филантропију. Уметнички центар Волкер, један је од пет највећих музеја модерне уметности у САД, а налази се на брду Ловри, у близини центра града. Величина центра удвостручена је 2005. године. Институт уметности у Минеаполису највећи је уметнички музеј у граду, са 100 000 експоната у својој сталној збирци. Музеј уметности Вејсман отворен је 1993. године. Музеј руске уметности отворен је у обновљеној цркви 2005. године и садржи збирку руске уметности 20. века, као и низ предавања, семинара и других посебних догађаја. Часопис USA Today истакао је да је Минеаполис највећа уметничка област позивајући се на 400 независних уметника, велики број културних институција и догађаја.
Минеаполис је културни центар позоришних представа од средине 1800-их година. Други је град по броју позоришних компанија по глави становника и треће је највеће позоришно тржиште у Сједињеним Државама. Велики број позоришних организација има седиште у Минеаполису. Позориште Гутерије, највећа позоришна компанија у области, заузима тростепени комплекс са погледом на Мисисипи, а основана је 1963. године. Град је дом фестивала Минесота Фринг.
Оркестар Минесоте свира класичну и популарну музику у градској дворани Оркестра, под музичким директором Осмом Ванскаом, а освојио је Греми награду 2014. године. Према часопису DownBeat, Дакота џез клуб један је од најбољих светских џез клубова у претходних 25 година. Певач и мултиинструменталиста Принс рођен је у Минеаполису и живео је већину живота у граду. Остали уметници из Минеаполиса укључују Hüsker Dü и The Replacements који су били једни од главни на алтернативној рок сцени током осамдесетих година 20. века. Град је место независне хип хоп и реп сцене. Локални и међународно признати уметници електронске плесне музике у Минеаполису укључују Вудија Мекбриџа и Фредија Фреша.
Минеаполис је трећи град са највише писмених у Сједињеним Државама. У граду такође постоји велики број књижевник центара и независних издавача. Центар за књижевност излаже и подучава како савремену уметност, тако и традиционалне занате писања, израде папира, штампарије и увезивање књига. Филантропија и добротворно даривање део су заједнице, више од 40% одраслих у граду бави се неким хуманитарним радом, што је највећи проценат волонтерског рада међу градовима у САД. Метрополитанско подручје даје 13% својих укупних добротворних донација за уметност и културу. Западни Бродвеј је био културни центар током раног 20. века, али педесетих година почела је сеоба у предграђа и укинут је трамвајски превоз. Један од највећих мањака урбаних продавница у Сједињеним Државама постојао је у северном делу Минеаполису, на две продавнице услуживало се око 70.000 људи. Минеаполис је познат по својој источноафричкој кухињи због великог броја Сомалијаца који живе у овом граду.

## Спорт и рекреација
Минеаполис је дом четири професионална спортска тима. Минесота тимбервулвси члан је западне конференције, дивизија Северозапад, није мењала ни име ни дворану од свог оснивања, а играју у „Таргет“ центру који прима 19.356 гледалаца. Клуб је основан 1989. године. У првих седам година, Минесота је служила више као тренинг партнер, јер је знало да се деси да имају и скор 15-67. Град је такође седиште кошаркашког клуба Минесота Линкс. Минесота вајкингси су професионални тим америчког фудбала са седиштем у Минеаполису у Минесоти. Клуб утакмице као домаћин игра на стадиону Хјуберт Х. Хамфри метродом. Наступа у НФЦ-у у дивизији Север. Клуб је основан 1961. и до сада није мењао назив. „Вајкингси“ су 1969. били прваци НФЛ-а. Маскота клуба је викинг „Рагнар“.
Минесота вајлдси су амерички хокејашки клуб из Сент Пола, клуб утакмице као домаћин игра у Ексел енерџи центру капацитета 18.834 места. Клуб се такмичи у Северозападној дивизији Западне конференције. Боје клуба су зелена, црвена и бела. Вајлдси су основани 2000. и до сада нису освојили ниједан Стенли куп. Највећи успех им је прво место у Северозападној дивизији у сезони 2007/08. У прошлости су у Минеаполису постојали хокејашки и бејзбол клубови, а током двадесетих година 20. века у граду је постојао хокејашки тим Минеаполис касније познати као Минеаполис Ред Џакетси. Током четрдесетих и педесетих година, 20. века, кошаркашки тим Минеаполис Лејкерси освојио је шест кошаркашких првенстава (1948, 1949, 1950, 1952, 1953 и 1954) у три лиге. Америчка рвачка асоцијација основана је у Минеаполису и деловала је у том граду од 1960. до 1990. године. У граду постоји неколико стадиона и арена за потребе спортских догађаја али и музичких и културних. Стадион Банк у Минеаполису био је највећи у Миинесоти од 1982. до 2013. године. У граду је одржано више бејзбол такмичења, као и Светско првенство у уметничком клизању 1988. године. Минеаполис је стигао до финала међународног круга да угости Летње олимпијске игре три пута, пошто су их 1948. победили Лондон, Хелсинки 1952. (када је град завршио на другом месту), а Мелбурн 1956. године. Град је 2017. био домаћин Првенства у мотокросу и екстремним играма 2017. и 2018. године. Екстремне игре 2020. заказане за 17. до 19. јула отказане су због пандемије коронавируса.
Парк Минеаполис је међу најбоље дизајнираним, највише финансираним и одржаваним у Сједињеним Државама. Парковима управља Одбор за рекреацију. Предвиђања, донације и напори заједнице омогућили су Хорсеу Кливиленду да створи његову добру пејзажну архитектуру, чувајући географске оријентире и повезујући парк са булеварима и паркинзима. Градски ланац језера, који се састоји од седам језера и потока Минехаха, повезан је бициклистичким стазама, стазама за трчање и шетњу, а користи се за пливање, риболов, излетишта, бродство и клизање на леду. Паркикнг за аутомобиле, бициклистичка и стаза за јахаче, као и пешачка стаза налазе се паралелно дуж путање од 84 км стазе Гранд Раундс. Теодор Вирт је заслужан за развој система паркова. Данас 16,6% града чине паркови и постоји 770 квадратних метара парковног земљишта за сваког становника, рангираног 2008. године као највише парковних површина по становнику у градовима сличне густине становништва. По процени, 2019. године Минеаполис имао најбољи систем паркова међу 100 најнасељенијих градова у Сједињеним Државама.
Паркови су на многим местима повезани, а Национална зона за реку и рекреацију Мисисипи повезује регионалне паркове и центре за посетиоце. У парку Теодор Вирт налази се најстарија јавна башта у граду. Парк Минехаха један је од најстаријих и најпопуларнијих паркова у граду, који сваке године прима преко 500 000 посетилаца. Стаза Винселл, удаљена само пет километара дуж реке Мисисипи, са њеним погледима на клисуру и рустикалним доживљајем у граду. Амерички факултет за спортску медицину рангирао је Минеаполис и његово градско подручје као први, други или трећи „град са најбољим положајем“ сваке године од 2008. до 2016, сврставајући га на прво место од 2011. до 2013. У граду се такође налази пет голф терена. Минеаполис је дом више голфера по глави становника од било којег другог великог америчког града. Држава Минесота има највећи број бициклиста, спортских риболоваца и скијаша на снегу по глави становника.

## Партнерски градови
Минеаполис је побратимљен са 12 градова:
- Куернавака
- Елдорет
- Харбин
- Тур
- Новосибирск
- Ибараки
- Куопио
- Сантијаго де Чиле
- Упсала
- Босасо
- Наџаф

Минеаполис такође има сарадњу са Хирошимом.